# Brambory (okres Kutná Hora)
Obec Brambory (německy Brambor) se nachází v okrese Kutná Hora, kraj Středočeský, asi 10 km severovýchodně od města Čáslav. Žije zde 109 obyvatel. K obci náleží také osada Koukalka.

## Historie
První písemná zmínka o obci pochází z roku 1393. Název pochází od označení přistěhovalců z Braniborska (stejně jako později brambory). Roku 1412 se nazývá Bramburk. Současný název pochází z 18. století. Obec je samostatná od roku 1990, do té doby byla částí obce Bílé Podolí.

### Územněsprávní začlenění
Dějiny územněsprávního začleňování zahrnují období od roku 1850 do současnosti. V chronologickém přehledu je uvedena územně administrativní příslušnost obce (osady) v roce, kdy ke změně došlo:
- do 1849 země česká, kraj Čáslav
- 1850 země česká, kraj Pardubice, politický okres Kutná Hora, soudní okres Čáslav[5]
- 1855 země česká, kraj Čáslav, soudní okres Čáslav
- 1868 země česká, politický i soudní okres Čáslav
- 1939 země česká, Oberlandrat Kolín, politický i soudní okres Čáslav[6]
- 1942 země česká, Oberlandrat Praha, politický i soudní okres Čáslav[7]
- 1945 země česká, správní i soudní okres Čáslav[8]
- 1949 Pardubický kraj, okres Čáslav[9]
- 1960 Středočeský kraj, okres Kutná Hora
- 2003 Středočeský kraj, obec s rozšířenou působností Čáslav

## Doprava
Dopravní síť
- Pozemní komunikace – Do obce vedou silnice III. třídy. Ve vzdálenosti 3 km vede silnice II/338 silnice I/2 - Žehušice - Čáslav - Zbýšov.

- Železnice – Železniční trať ani stanice na území obce nejsou.

Veřejná doprava 2011
- Autobusová doprava – V obci měly zastávky autobusové linky Kutná Hora-Semtěš (v pracovních dnech 2 spoje) a Čáslav-Horka I,Svobodná Ves (v pracovních dnech 3 spoje) (dopravce Veolia Transport Východní Čechy, a. s.).